# Awtodor Władykaukaz
Awtodor Władykaukaz (ros. Футбольный клуб «Автодор» Владикавказ, Futbolnyj Kłub "Awtodor" Władikawkaz) – rosyjski klub piłkarski z siedzibą w Władykaukazie.

## Historia
Chronologia nazw:
- 1983—1990: Awtodor Ordżonikidze (ros. «Автодор» Орджоникидзе)
- 1991: Awtodor Władykaukaz (ros. «Автодор» Владикавказ)
- 1992—1994: Awtodor-Ołaf Władykaukaz (ros. «Автодор-Олаф» Владикавказ)
- 1995—2002: Awtodor-BMK Władykaukaz (ros. «Автодор-БМК» Владикавказ)
- 2003—2011: Awtodor Władykaukaz (ros. «Автодор» Владикавказ)

Piłkarska drużyna Awtodor została założona w 1983 w mieście Ordżonikidze i reprezentowała przedsiębiorstwo budowy i naprawy dróg "SieOsietinAwtoDor".
Zespół najpierw występował w rozgrywkach lokalnych. W 1988 startował w Amatorskiej Lidze.
W 1990 debiutował w Drugiej Niższej Lidze, strefie 4 Mistrzostw ZSRR.
W Mistrzostwach Rosji klub pod nazwą Awtodor-Ołaf Władykaukaz debiutował w Drugiej Lidze, strefie 2. Zajął 1. miejsce i awansował do Pierwszej Ligi, strefy zachodniej, w której występował dwa sezony. W 1995 z powrotem spadł do Drugiej Ligi i zmienił nazwę na Awtodor-BMK Władykaukaz. Od 1998 występował w Drugiej Dywizji, strefie południowej. W 2003 przywrócił nazwę Awtodor Władykaukaz.

## Sukcesy
- Druga Niższa Liga, strefa 4:
  - 9. miejsce: 1990
- Rosyjska Pierwsza Liga, grupa zachodnia:
  - 2. miejsce: 1993
- Puchar Rosji:
  - 1/8 finalista: 1999

## Znani piłkarze
- / Jurij Gazzajew
- Spartak Gognijew
- / Igor Janowski